# Caroline (Wisconsin)
Caroline – jednostka osadnicza w Stanach Zjednoczonych, w stanie Wisconsin, w hrabstwie Shawano.